# Arachnothryx linguiloba
Arachnothryx linguiloba là một loài thực vật có hoa trong họ Thiến thảo. Loài này được Borhidi & Diego mô tả khoa học đầu tiên năm 2009.